# Tatjana Jurjewna Moissejewa
Tatjana Jurjewna Moissejewa (russisch Татья́на Ю́рьевна Моисе́ева; * 7. September 1981 in Chanty-Mansijsk) ist eine russische Biathletin.
Tatjana Moissejewa gab ihr Debüt im Weltcup in der Saison 2002/03 bei einem Rennen am Holmenkollen in Oslo. In den nächsten Saisonen wurde sie sporadisch immer wieder im Weltcup eingesetzt. Doch erst zu Beginn der Saison 2006/07 bei den Rennen in Östersund konnte sie in die Weltspitze vordringen. Sie profitierte dabei von frei gewordenen Weltcupplätzen im russischen Damenteam, da mehrere etablierte Sportlerinnen aufgrund von Verletzungen, Schwangerschaften und Dopingsperren nicht antreten konnten. Ihre besten Ergebnisse waren bislang je ein zweiter Platz in Sprint und Verfolgung (Pokljuka 2007).
2004 wurde Moissejewa im Einzel und mit der Staffel in Chanty-Mansijsk Juniorenweltmeisterin. 2001 gewann sie in Haute-Maurienne zweimal Gold (Sprint und Staffel) und Silber (Einzel und Verfolgung) bei den Europameisterschaften.
Im März 2008 geriet Moissejewa durch eine positive A-Probe in den Verdacht, während der WM 2008 in Östersund gedopt zu haben. Noch vor Öffnung der B-Probe sprach die Internationale Biathlon-Union sie jedoch von diesem Verdacht frei, da das verwendete Mittel Dexamethason nur bei intravenöser Verabreichung unter die Dopingregelungen falle; Moissejewa habe es aber in flüssiger Form als Mittel gegen Sehstörungen eingenommen.

## Biathlon-Weltcup-Platzierungen
Die Tabelle zeigt alle Platzierungen (je nach Austragungsjahr einschließlich Olympische Spiele und Weltmeisterschaften).
- 1.–3. Platz: Anzahl der Podiumsplatzierungen
- Top 10: Anzahl der Platzierungen unter den ersten zehn (einschließlich Podium)
- Punkteränge: Anzahl der Platzierungen innerhalb der Punkteränge (einschließlich Podium und Top 10)
- Starts: Anzahl gelaufener Rennen in der jeweiligen Disziplin

| Platzierung                      | Einzel | Sprint | Verfolgung | Massenstart | Staffel | Gesamt |
| -------------------------------- | ------ | ------ | ---------- | ----------- | ------- | ------ |
| 1. Platz                         |        |        |            |             |         |        |
| 2. Platz                         | 1      | 1      | 1          |             | 2       | 5      |
| 3. Platz                         |        |        |            | 1           | 1       | 2      |
| Top 10                           | 3      | 3      | 1          | 2           | 4       | 13     |
| Punkteränge                      | 5      | 11     | 8          | 8           | 4       | 36     |
| Starts                           | 8      | 23     | 15         | 8           | 4       | 58     |
| Stand: nach der Saison 2009/2010 |        |        |            |             |         |        |

## Weblink
- Tatjana Jurjewna Moissejewa in der Datenbank der IBU (englisch)